# Caharet
Caharet é uma comuna francesa na região administrativa de Occitânia, no departamento dos Altos Pirenéus. Estende-se por uma área de 1,23 km², Em 2010 a comuna tinha 39 habitantes (densidade: 31,7 hab./km²)..